# Neon Genesis Evangelion 5: Gravkors
Neon Genesis Evangelion 5: Gravkors är den femte volymen av mangan Neon Genesis Evangelion av Yoshiyuki Sadamoto.

## Handling
Det ska bli fest hemma hos Misato. Asuka ska bo hos henne och tar över Shinjis rum. De ska dock dela rum, vilket Asuka inte tycker är en bra idé. Det avslöjas mer om vad Kaji egentligen gör på NERV. Han ska spionera på hur Gendo Ikari sköter sig åt den ökända styrelsen SEELE. Man får också veta hur Misato upplevde Second Impact och hur hennes tid med Kaji var. När Shinji ska lämna stenciler från skolan till Rei så bjuder hon in honom och deras relation blir allt bättre. Shinji berättar om sitt dåliga förhållande till sin far och Rei övertalar honom att säga vad han tycker till honom. Han möter honom på en ofantligt stor kyrkogård vid Shinjis mammas grav. Gendo avvisar honom och säger att han ska kunna stå på egna ben och lämna honom i fred. Det blir strömavbrott på NERV, Shinji träffar Ryoji Kaji och får veta mer om varför NERV egentligen finns, vad han har med det att göra och vad som egentligen hände med hans mor.

## Kapitel
1. Fest
2. I ärrens spår
3. Gravkors
4. Fånga G-Chocken!
5. NERV, strömavbrott
6. Sanningens djup
7. Akvarium